# Csiglen
Csiglen falu Romániában, Szilágy megyében.

## Fekvése
Szilágy vármegyében, Zsibótól délre fekvő település.

## Története
Csiglen nevét az oklevelek 1545-ben említették először Cheglyen néven, 1559-ben Csiglen, 1564-ben Cieglen-néven fordult elő.
1545-ben Kusalyi Jakcs Mihály-t iktatták be Csiglen birtokába. A falu ekkor Hadad várának tartozéka volt.
1564-ben Sulyok György volt a település földesura.
1570-ben Miksa császártól Jakcsi Boldizsár és Kusalyi Jakcs Mihály kapta új adományként.
1582-ben Kusalyi Jakcs Boldizsár utódnélküli halála miatt István lengyel király Wesselényi Ferencnek adta érdemei jutalmául Hadad vára többi tartozékával együtt.
1690-ben Wesselényi Pál itteni birtokát elzálogosította Szűcs Bálint és neje Varga Erzsébet zilahi lakosoknak.
A falu lakosságának a fő foglalkozása a mészégetés volt, s az volt még az 1900-as évek elején is.
Csiglennek 1750-ben tartott összeírás szerint 140 görögkatolikus lakosa volt.
1890-ben 354 lakosa volt a településnek, melyből magyar 2, német 1, oláh 351 fő. Római katolikus 2, görögkatolikus 349, református 1, izraelita 2 fő volt. A település házainak száma: 70.
Csiglen a trianoni békeszerződés előtt Szilágy vármegye zsibói járásához tartozott.

## Nevezetességek
- Görögkatolikus temploma – 1764-ben épült. Anyakönyvet 1858-tól vezettek.